# Рейк
Рейк, рэйк (англ. rake) — плата за игру в покере, которую берёт организатор (покер-рум) с каждой сдачи за игровым столом.
Обычно это порядка 5 %, но не более $3 с каждого банка. Рейк — основной источник дохода покер-рума. Небольшой рейк на протяжении игрового времени складывается в большую сумму: например, играя по паре часов в день, на одном столе, в лимит холдем на лимите 2/4, рейк составит $250 в месяц.
Для привлечения игроков покер-румы используют рейкбек (англ. rakeback) — частичный возврат рейка игроку.